# Pure (album d'Hayley Westenra)
Albums de Hayley Westenra
My Gift to You
(2001) Odyssey
(2005)
Pure est le troisième album d'Hayley Westenra et son premier album international.

## Description de l'album
Le premier album international d'Hayley s'engage sur un nouveau terrain artistique en comparaison de ses précédents disques, selon le souhait d'Hayley. Les chansons classiques qu'elle reprend, auxquelles elle redonne une nouvelle fraîcheur, sont déjà un peu plus pointues. Elle s'essaye également, avec succès, à la pop et chante quelques chansons traditionnelles maori.
Lorsque l'album sort, c'est la consécration pour Hayley.
En Nouvelle-Zélande, l'album est n°1 des charts pop et disque de platine dès son entrée. Il se maintient 46 semaines dans le top, dont 18 semaines n°1 (non consécutives). Son temps consécutif le plus long à la première place est de 9 semaines. 12 X disque de platine, c'est l'album le plus vendu de tous les temps en Nouvelle-Zélande.
Au Royaume-Uni, il se classe directement à la première place des charts classiques et à la huitième place des charts pop. L'album est disque d'or dès sa première semaine (19 068 copies vendues en une semaine) et finit double disque de platine. 750 000 exemplaires se sont vendus en Angleterre et Hayley est l'artiste classique dont les débuts sont les plus rapides dans toute l'histoire de la musique anglaise. Pure est désormais certifié en Angleterre comme l'album classique le plus vendu du XXIe siècle.
Au Japon, l'album s'est vendu à 110 000 exemplaires, aux États-Unis à 220 000 exemplaires.
En Australie, l'album est entré dans les charts classiques à la première place, dans les charts pop à la huitième place et s'est vendu à 100 000 exemplaires.
Enfin, il s'est vendu à 30 000 exemplaires respectivement à Hong Kong, Singapour et en Taïwan où il est disque d'or.
Ce sont plus deux millions d'exemplaires de Pure qui se sont vendus à travers le monde.

## Détail des chansons
- Pokarekare Ana: cette chanson traditionnelle maori est l'une des chansons qu'Hayley a le plus interprétées au cours de sa carrière: « Chaque fois que j'ai l'occasion de ne chanter qu'une seule chanson, je choisis toujours celle-ci parce que je suis très fière de mon pays. Malgré le fait qu'elle soit en Maori, langue que beaucoup de personnes ne comprennent pas -y compris beaucoup de Néo-Zélandais- elle fonctionne très bien internationalement et les gens réagissent très bien. Elle a une sorte d'aura musical qui est renforcé par le son quelque peu mystique de la langue Maori. »
- Never Say Goodbye: cette chanson est basée sur la Pavane pour une infante défunte de Ravel. Elle est considérée comme un « succès surprenant » par Hayley dans la mesure où elle ne voulait pas l'enregistrer au début mais l'enthousiasme qu'a suscité la chanson l'a finalement décidée.
- Who Painted the Moon Black: cette chanson a eu un fort impact sur le public d'Hayley. Elle explique: « [Cette chanson] a un côté assez pop mais ce qui l'a faite être en harmonie avec les autres chansons sur Pure furent les paroles. Elles sont magnifiquement conçues et peignent de belles images. C'est une chanson que beaucoup de mes jeunes fans apprécient vraiment et ils m'écrivent souvent des lettres pour me dire que c'est leur préférée. »
- River of Dreams: cette chanson est basée sur le thème de l'Hiver des Quatre Saisons de Vivaldi. Hayley l'apprécie particulièrement car elle « montre de façon fantastique comment on peut prendre une mélodie classique et lui donner une nouvelle vie. […] C'est une chanson "crossover" géniale. »
- Benedictus: cette pièce classique est une chanson du compositeur gallois Karl Jenkins.
- Hine E Hine: chanson traditionnelle maori.
- Amazing Grace: cette pièce traditionnelle anglaise compte elle aussi parmi les plus interprétées par Hayley au cours de sa carrière.
- In Trutina: cette chanson est tirée de Carmina Burana de Carl Orff.
- Beat of Your Heart: cette chanson a été écrite spécialement pour Hayley par ses producteurs Sir George Martin et son fils Giles Martin.
- Across the Universe of Time: encore une chanson écrite spécialement pour Hayley, cette fois par l'artiste anglaise Sarah Class.
- Wuthering Heights: cette chanson est une reprise de la très célèbre chanson de Kate Bush. C'est la maman d'Hayley, Jill, qui a suggéré à sa fille de la reprendre.

## Liste des titres
Version néo-zélandaise
1. Who Painted The Moon Black
2. Beat Of Your Heart
3. Never Say Goodbye
4. Dark Waltz
5. Heaven
6. In Trutina
7. Across The Universe Of Time
8. River Of Dreams
9. Wuthering Heights
10. My Heart And I
11. Benedictus
12. Hine E Hine
13. Pokarekare Ana (Bonus Track - Edition Collector)
14. Amazing Grace (Bonus Track - Edition Collector)
15. The Mummers Dance (Bonus Track - Edition Collector)
16. Mary Did You Know (Bonus Track - Edition Collector)
17. Silent Night (Bonus Track - Edition Collector)
18. Away In A Manger (Bonus Track - Edition Collector)

Version australienne
1. Across The Universe Of Time
2. Never Say Goodbye
3. Beat Of Your Heart
4. Pokarekare Ana
5. Who Painted The Moon Black
6. River Of Dreams
7. Benedictus
8. Hine E Hine
9. Dark Waltz
10. Amazing Grace
11. My Heart And I
12. In Trutina
13. Heaven
14. Pokarekare Ana (duet with Russel Watson)
15. Silent Night (Bonus Track - Edition Collector)
16. Away In A Manger (Bonus Track - Edition Collector)
17. Mary did You Know (Bonus Track - Edition Collector)
18. The Mummers Dance (Bonus Track - Edition Collector)

Version anglaise
1. Pokarekare Ana
2. Never Say Goodbye
3. Who Painted The Moon Black
4. River Of Dreams
5. Benedictus
6. Hine E Hine
7. Dark Waltz
8. Amazing Grace
9. In Trutina
10. Beat Of Your Heart
11. Heaven
12. Wuthering Heights
13. Hine E Hine (Maori mix)
14. Pokarekare Ana (Vocalise) (Bonus Track - Edition Spéciale)
15. Mary Did You Know (Bonus Track - Edition Spéciale)
16. My Heart & I (Bonus Track - Edition Spéciale)
17. Across the Universe of Time (Bonus Track - Edition Spéciale)
18. Silent Night (Bonus Track - Edition Spéciale)
19. Away in a Manger (Bonus Track - Edition Spéciale)
20. Bridal Ballad (Bonus Track - Edition Spéciale)
21. Pokarekare Ana (Video) (Bonus Track - Edition Spéciale)

Version américaine
1. Pokarekare Ana (Come Back To Me)
2. Never Say Goodbye
3. Who Painted The Moon Black
4. River Of Dreams
5. Beat Of Your Heart
6. Amazing Grace
7. Benedictus
8. Hine E Hine (Maiden O Maiden)
9. Across The Universe Of Time
10. Dark Waltz
11. In Trutina (from Carmina Burana)
12. Heaven
13. Wuthering Heights

Version japonaise
1. Pokarekare Ana
2. Never Say Goodbye
3. Who Painted The Moon Black
4. River Of Dreams
5. Benedictus
6. Hine E Hine
7. Dark Waltz
8. My Heart And I
9. In Trutina
10. Beat Of Your Heart
11. Across The Universe Of Time
12. Heaven
13. Wuthering Heights
14. Mary Did You Know (Bonus Track)
15. Amazing Grace (Bonus Track)

Version internationale
1. Pokarekare Ana
2. Never Say Goodbye
3. Who Painted The Moon Black
4. River Of Dreams
5. Benedictus
6. Hine E Hine
7. Dark Waltz
8. Amazing Grace
9. My Heart And I
10. In Trutina
11. Beat Of Your Heart
12. Across The Universe Of Time
13. Heaven
14. Wuthering Heights

## Sources
Dossier de faits: ventes de Pure
Description des chansons